# دیتر هونکر
دیتر هونکر (انگلیسی: Dieter Honecker; ۲۳ اکتبر ۱۹۳۰ – ۲۹ ژوئیهٔ ۲۰۱۲) بازیکن فوتبال اهل آلمان بود.
وی همچنین در تیم ملی فوتبال زارلند بازی کرده‌است.